# Associazione Sportiva Reggina 1964-1965
Questa pagina raccoglie i dati riguardanti l'Associazione Sportiva Reggina nella stagione 1964-1965.
La squadra, allenata da Tommaso Maestrelli, ha concluso al primo posto in classifica il girone C della Serie C, ottenendo pertanto la prima promozione in Serie B della propria storia.

## Rosa
| N. |                   | Ruolo | Calciatore        |
| -- | ----------------- | ----- | ----------------- |
| -  | Italia (bandiera) | P     | Piero Persico     |
| -  | Italia (bandiera) | P     | Nuccio Vigliarolo |
| -  | Italia (bandiera) | D     | Carlo Mupo        |
| -  | Italia (bandiera) | D     | Franco Tresoldi   |
| -  | Italia (bandiera) | D     | Felice Barbetta   |
| -  | Italia (bandiera) | D     | Dante Portelli    |
| -  | Italia (bandiera) | D     | Luciano Gallusi   |
| -  | Italia (bandiera) | D     | Achille Baldini   |
| -  | Italia (bandiera) | C     | Rosario Sbano     |

| N. |                   | Ruolo | Calciatore         |
| -- | ----------------- | ----- | ------------------ |
| -  | Italia (bandiera) | C     | Alberto Gatto      |
| -  | Italia (bandiera) | C     | Italo Alaimo       |
| -  | Italia (bandiera) | C     | Pietro Camozzi     |
| -  | Italia (bandiera) | C     | Vito Florio        |
| -  | Italia (bandiera) | C     | Olmes Neri         |
| -  | Italia (bandiera) | A     | Giuseppe Santonico |
| -  | Italia (bandiera) | A     | Orazio Ferrigno    |
| -  | Italia (bandiera) | A     | Alberto Valsecchi  |

## Piazzamenti
- Serie C:  1º posto nel girone C. Promossa in Serie B.